# Arboretum Nacional Ilanot
El Bosque Nacional Ilanot (en hebreo: יער אילנות), o Arboleda Nacional Ilanot es un arboreto y jardín botánico de unos 130 dúnames de extensión, que depende administrativamente del Ministerio de Agricultura en Israel. Está situado en la llanura de Sharon.
En el lado oriental del bosque, cerca de la carretera 4, se encuentra en la comunidad terapéutica para adictos a las drogas "Árboles" ("אילנות").

## Localización
El Arboretum Nacional Ilanot es un jardín botánico que se extiende a ambos lados de la ruta 4 en la región de Sharon, de Pardes norte hacia adelante. Tiene un promedio anual de lluvias de 566 mm. 

## Historia
Desde principios de los años 50 hasta 1986 sirvió como un Arboretum de árboles de otros países para su aclimatación en los bosques nacionales de Israel en el marco del departamento de estudios del Ministerio de Agricultura. Fueron analizados 170 especies de eucaliptos y un total de más de 750 especies de árboles, arbustos ornamentales y bayas procedentes de todo el mundo para probar su idoneidad para el clima de Israel.
En 1986, la división de aclimatación del bosque fue cerrada, el sitio fue abandonado, pronto fue cubierto de hierbas silvestres, y algunos de los árboles se habían marchitado por falta de riego. En 1993 gracias al KKL-JNF (Fondo Nacional Judío) comenzó el proceso de conservación del bosque y su restauración, incluyendo la re-plantación de algunas especies marchitas, colocación de carteles explicativos, y la construcción de senderos para caminar. 
Fue reabierto el sitio el 2 de mayo de 2014 como «The Ilanot National Tree Arboretum», está programado para abrir en su interior el centro de visitantes de Ilanot. 

## Colecciones

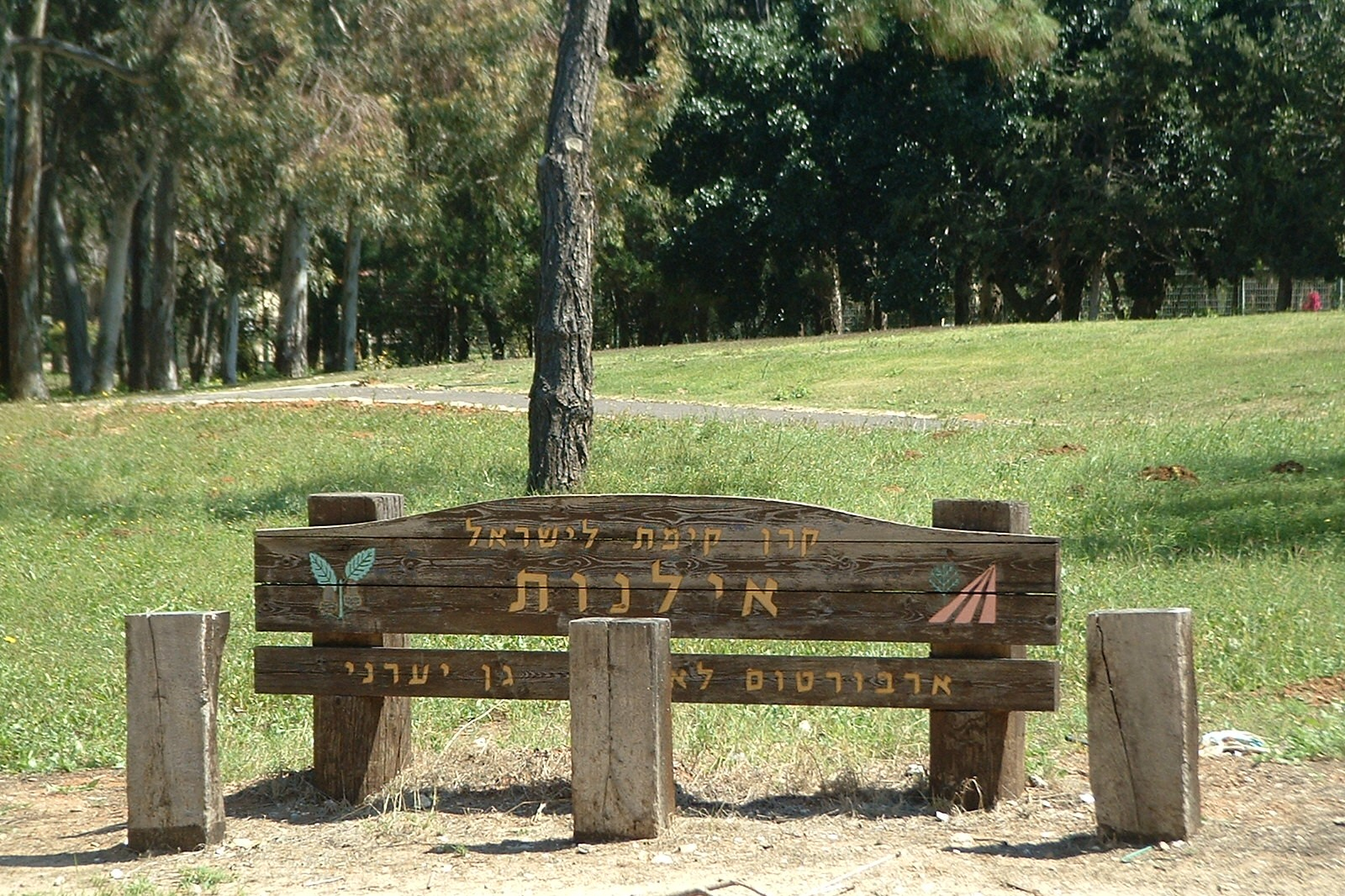
En el arboreto nacional Ilanot.

Se configura como un bosque, con diversas representaciones de flora raras: una gran concentración de lirios morados, lupinos, tulipán Sharon (Tulipa agenensis), lavandas y diversos arbustos. 

## Comunidad Terapéutica "Árboles"
La Comunidad terapéutica surgio de la iniciativa de la "asociación en la primavera", fundada en 1989, en la que están acogidos un centenar de pacientes. 
Los servicios especializados de la comunidad están en diferentes segmentos de la población de entre 18 a 24 años de edad, incluyendo los jóvenes de los nuevos inmigrantes. Por su labor, unos 1000 adictos de drogas se han reincorporado a la sociedad. 
Aviva Light House es una organización sin fines de lucro en Israel para promover comunidades terapéuticas para el tratamiento de las adicciones. La organización cuenta con un gran número de afiliados.

## La lucha contra la autopista 561
El Plan de Desarrollo de la carretera 561, en dirección de Even Yehuda amenazó con destruir muchas partes del bosque. Gracias a la lucha conjunta del Fondo Nacional Judío, el Ministerio de Medio Ambiente y la Sociedad de Protección de la Naturaleza, un compromiso de modificación de su trazado para respetar el bosque.

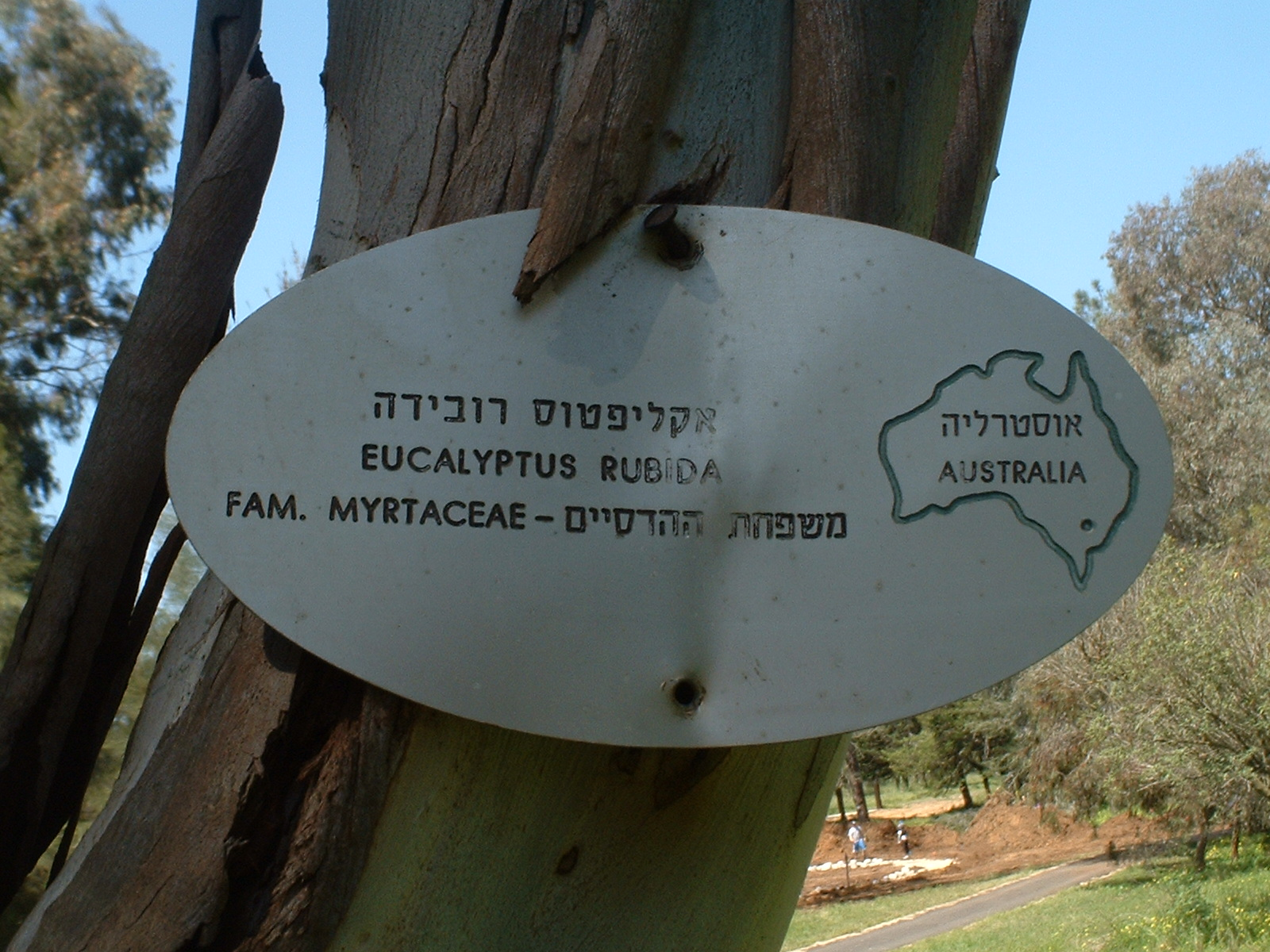
Ejemplar de Eucalyptus rubida en el Ilanot arboretum.
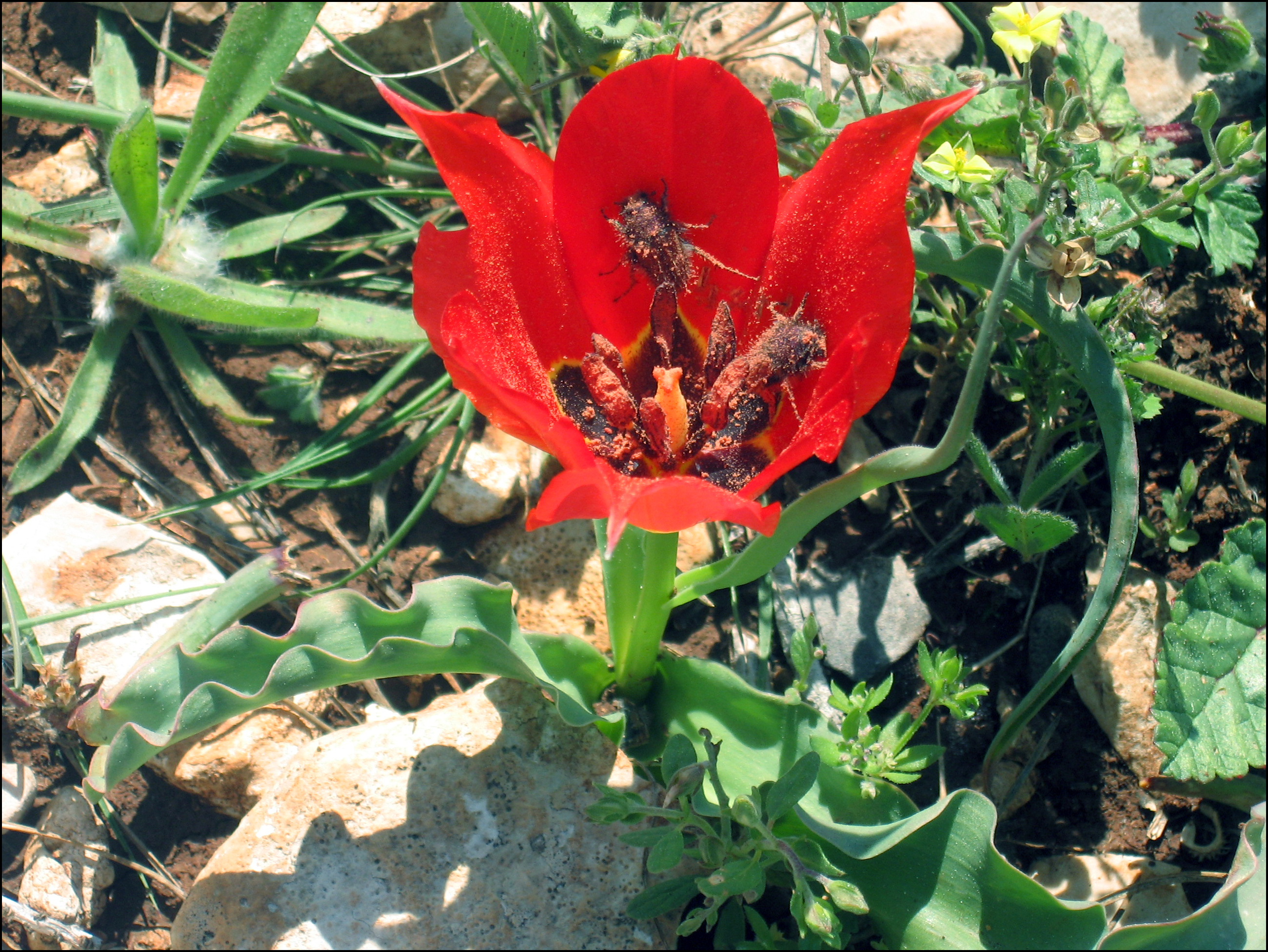
Flor de Tulipa agenensis.
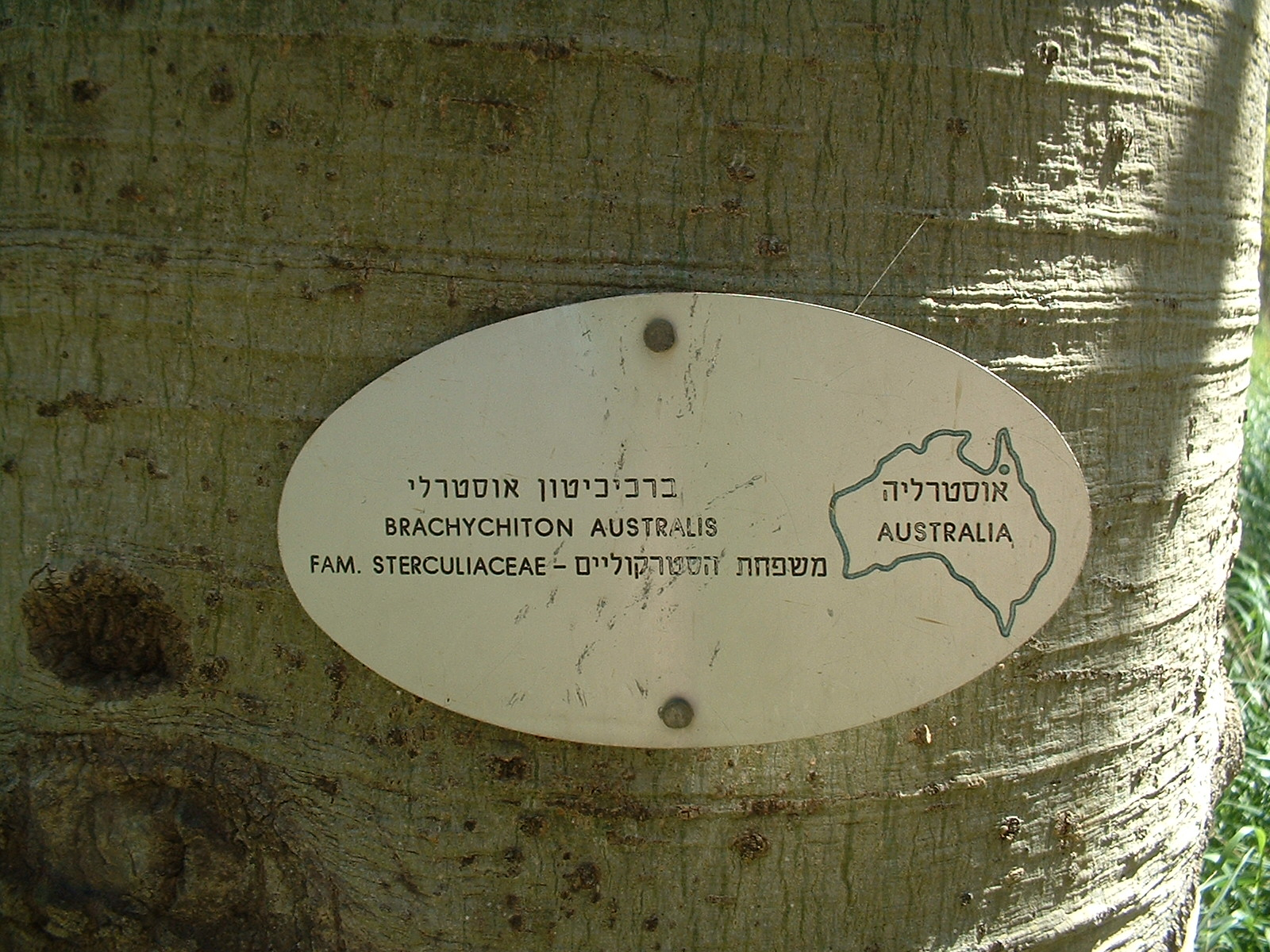
Ejemplar de Brachychiton australis en el Ilanot arboretum.